# حوزه‌های انتخابیه مجلس شورای اسلامی در استان کهگیلویه و بویراحمد

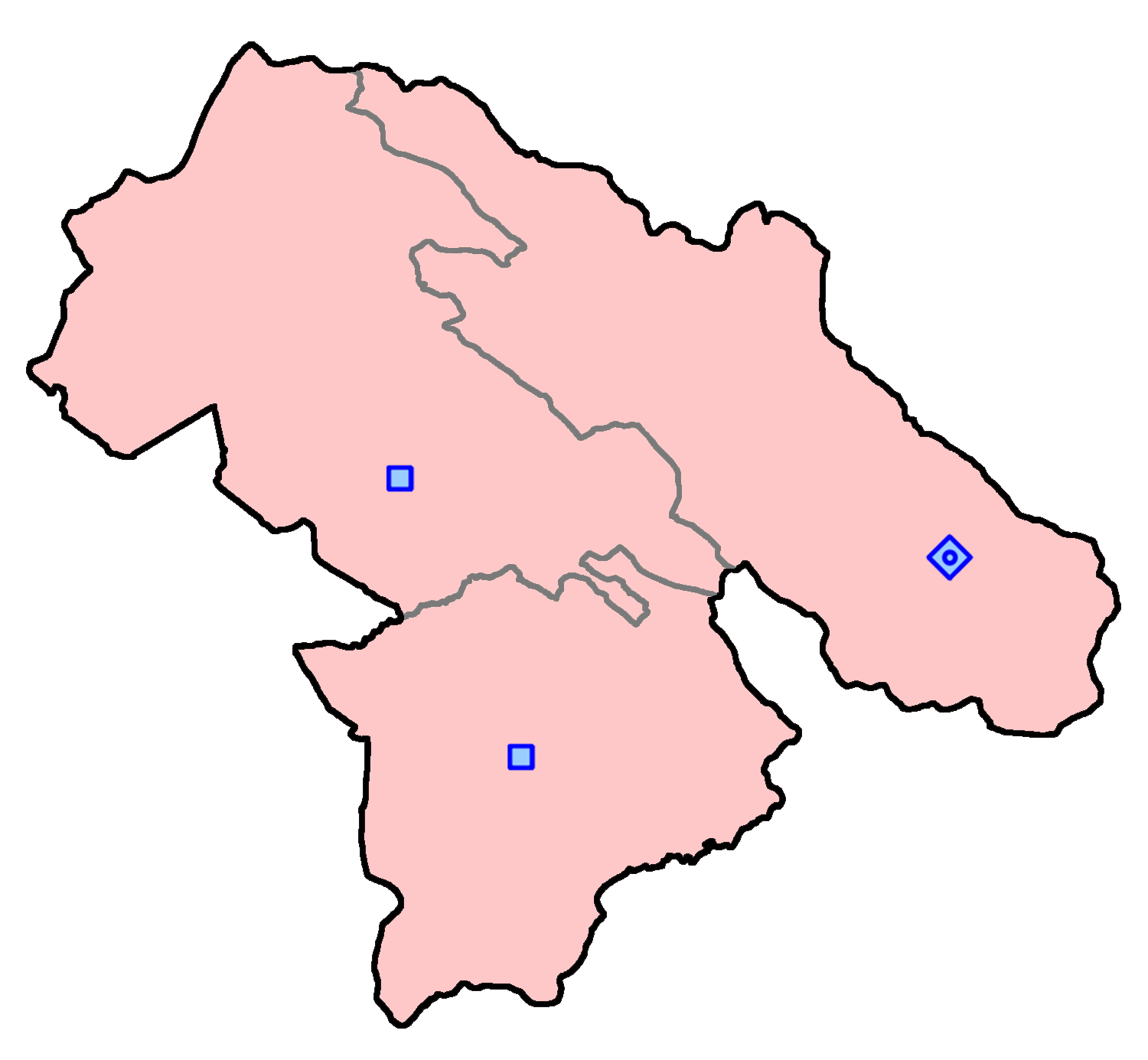
حوزه‌های انتخاباتی استان کهگیلویه و بویر احمد

استان کهگیلویه و بویراحمد ۳ حوزه برای انتخابات مجلس دارد که در مجموع ۳ نماینده را دربر می‌گیرد؛ و عبارتند از:
| مرکز     | حوزه                               | شهرستان‌ها | بخش‌ها                                   | کرسی | نقشه | نماینده فعلی     | جمعیت   |
| -------- | ---------------------------------- | --------- | --------------------------------------- | ---- | ---- | ---------------- | ------- |
| یاسوج    | بویراحمد، دنا و مارگون             | بویراحمد  | شهر یاسوج، مرکزی، لوداب، سپیدار، کبگیان | ۱    |      | دکتر محمد بهرامی | ۳۴۲،۴۲۴ |
| یاسوج    | بویراحمد، دنا و مارگون             | دنا       | شهر سی‌سخت، مرکزی، پاتاوه                | ۱    |      | دکتر محمد بهرامی | ۳۴۲،۴۲۴ |
| یاسوج    | بویراحمد، دنا و مارگون             | مارگون    | شهر مارگون، مرکزی، زیلائی               | ۱    |      | دکتر محمد بهرامی | ۳۴۲،۴۲۴ |
| دهدشت    | کهگیلویه، بهمئی، چرام و لنده و سوق | کهگیلویه  | شهر دهدشت، مرکزی، چاروسا، دیشموک و سوق  | ۱    |      | سید محمد موحد    | ۲۲۴،۸۴۲ |
| دهدشت    | کهگیلویه، بهمئی، چرام و لنده و سوق | بهمئی     | شهر لیکک، مرکزی، بهمئی گرمسیری          | ۱    |      | سید محمد موحد    | ۲۲۴،۸۴۲ |
| دهدشت    | کهگیلویه، بهمئی، چرام و لنده و سوق | چرام      | شهر چرام، مرکزی، سرفاریاب               | ۱    |      | سید محمد موحد    | ۲۲۴،۸۴۲ |
| دهدشت    | کهگیلویه، بهمئی، چرام و لنده و سوق | لنده      | شهر لنده، مرکزی، موگرمون                | ۱    |      | سید محمد موحد    | ۲۲۴،۸۴۲ |
| دوگنبدان | گچساران و باشت                     | گچساران   | شهر دوگنبدان، مرکزی                     | ۱    |      | غلامرضا تاجگردون | ۱۴۵،۷۸۶ |
| دوگنبدان | گچساران و باشت                     | باشت      | شهر باشت، مرکزی، بوستان                 | ۱    |      | غلامرضا تاجگردون | ۱۴۵،۷۸۶ |

## پی‌نوشت و منبع
- «جدول حوزه‌های انتخابیه در انتخابات نهمین دورهٔ مجلس شورای اسلامی» (PDF). مرکز پژوهش و سنجش افکار صدا و سیما. بایگانی‌شده از اصلی (PDF) در ۵ اكتبر ۲۰۱۸. دریافت‌شده در ۲۸ دسامبر ۲۰۱۵. تاریخ وارد شده در |archive-date= را بررسی کنید (کمک)
- «طرح اصلاح قانون تعیین محدودهٔ حوزه‌های انتخاباتی مجلس شورای اسلامی». مرکز پژوهش‌های مجلس شورای اسلامی. ۲۰ تیر ۱۳۹۱. بایگانی‌شده از اصلی در ۲۲ ژوئیه ۲۰۱۵. دریافت‌شده در ۲۸ دسامبر ۲۰۱۵.